# Helina veterana
Helina veterana är en tvåvingeart som först beskrevs av Zetterstedt 1838.  Helina veterana ingår i släktet Helina och familjen husflugor. Arten är reproducerande i Sverige. Inga underarter finns listade i Catalogue of Life.